# Nathan East
Nathan East (født 8. december 1955 i Philadelphia, Pennsylvania, USA) er en amerikansk bassist og sanger.
East er nok mest kendt fra gruppen Fourplay, som også består af Bob James, Harvey Mason og Chuck Loeb. Han er tillige en meget benyttet studiebassist især indenfor rock, pop, jazz, funk og fusions genren, og tæller blandt de mest indspillede bassister igennem tiden. East har feks. spillet med Lee Ritenour, Dave Grusin, Harvey Mason, George Benson, Eric Clapton, Peter Gabriel, Herbie Hancock, Chick Corea, Stevie Wonder, Toto, Michael Jackson, George Harrison, Ringo Starr, Hubert Laws, Phil Collins, Barry White etc.

## Solo Udgivelser
- Nathan East	(2014)
- The New Cool (2015)
- Reverence (2017)

## Fourplay
- Fourplay (1991)
- Between the Sheets (1993)
- Elixir	Warner Bros (1995)
- The Best of Fourplay (1997)
- 4	Warner Bros. (1998)
- Snowbound	Warner Bros. (1999)
- Yes, Please! (2000)
- Heartfelt (2002)
- Journey	Bluebird (2004)
- X	Bluebird (2006)
- Energy	Heads Up (2008)
- Let's Touch the Sky	Heads Up (2010)
- Esprit de Four	Heads Up (2012)
- Silver (2015)